# William Kerwin
William Kerwin (* 17. April 1927 in San Diego, Kalifornien; † 27. Oktober 1989 in Hollywood, Florida) war ein US-amerikanischer Schauspieler und Drehbuchautor.

## Leben
Kerwin begann seine Schauspielkarriere Anfang der 1950er Jahre. Er spielte unter anderem 1953 im Western The Moonlighter mit Barbara Stanwyck und Fred MacMurray sowie Unternehmen Pelikan mit Sterling Hayden und Dean Jagger in den Hauptrollen. Zwischen 1961 und 1968 drehte er elf Horrorfilme mit dem Regisseur Herschell Gordon Lewis. In seiner fast vier Jahrzehnte andauernden Karriere spielte er neben seinen Filmrollen auch zahlreiche Gastrollen in Fernsehserien, von Polizeibericht über Tennisschläger und Kanonen, Einsatz in Manhattan bis Miami Vice. Neben seiner Arbeit als Schauspieler verfasste Kerwin Drehbücher für mehrere Spielfilme und war auch gelegentlich als Produktionsleiter, Produzent, Tontechniker und Regieassistent tätig.
Kerwin war von 1964 bis zu seinem Tod mit der Schauspielerin Connie Mason verheiratet, mit der er zwei Töchter hatte.

## Filmografie (Auswahl)
- 1953: Auf verlorenem Posten (The Lone Hand)
- 1953: The Moonlighter
- 1955: Unternehmen Pelikan (The Eternal Sea)
- 1956: Polizeibericht (Dragnet, Fernsehserie, eine Folge)
- 1957: Straße der Sünderinnen (Street of Sinners)
- 1958: Dezernat M (M Squad, Fernsehserie, eine Folge)
- 1963: Blood Feast
- 1964: Two Thousand Maniacs!
- 1968: Tennisschläger und Kanonen (I Spy, Fernsehserie, eine Folge)
- 1976: Selbstjustiz – Mein ist die Rache (Tomcats)
- 1978: Einsatz in Manhattan (Kojak, Fernsehserie, eine Folge)
- 1980: Vegas (Fernsehserie, eine Folge)
- 1981: Die Sensationsreporterin (Absence of Malice)
- 1983: Porky’s II – Der Tag danach (Porky’s II: The Next Day)
- 1984: Miami Vice (Fernsehserie, eine Folge)
- 1984: Simon & Simon (Fernsehserie, eine Folge)
- 1985: Zurück aus der Vergangenheit (The Heavenly Kid)
- 1986: Ein Engel auf Erden (Highway to Heaven, Fernsehserie, eine Golge)
- 1987: Agentin mit Herz (Scarecrow and Mrs. King, Fernsehserie, eine Folge)
- 1989: Hunter (Fernsehserie, eine Folge)